# Lummenfelsen

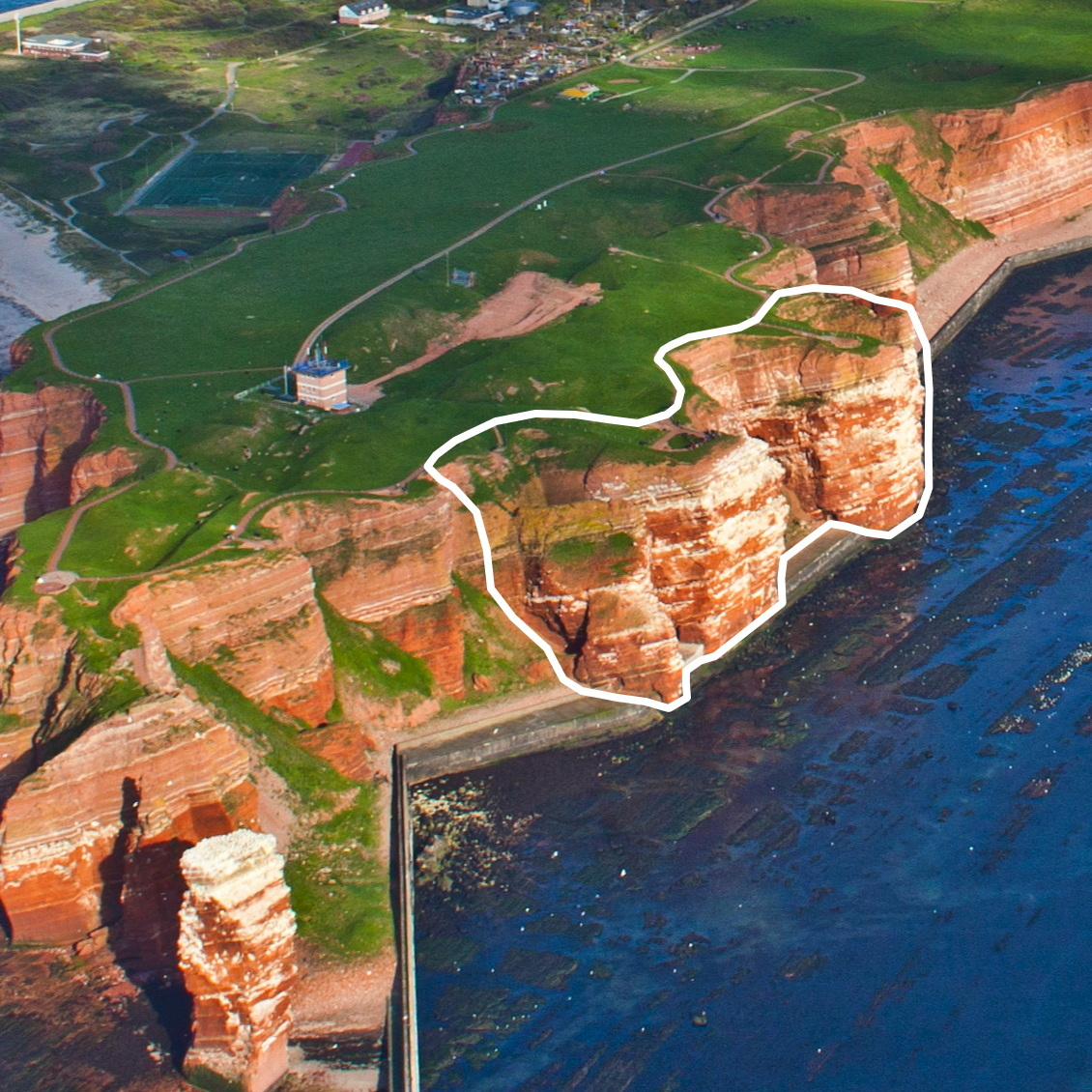
Luftaufnahme des Klippenabschnitts mit Langer Anna unten links (2012), NSG weiß umrandet

Das Naturschutzgebiet Lummenfelsen der Insel Helgoland (NSG-Kennung 62) liegt am westlichen Felsrand von Helgoland in der Deutschen Bucht. Mit einer Fläche von etwa 1,1 Hektar ist es das kleinste Naturschutzgebiet Schleswig-Holsteins und eines der kleinsten Naturschutzgebiete Deutschlands. Als Seevogelbrutfelsen ist das Gebiet für mehrere Arten u. a. für die namengebende Trottellumme, von herausragender Bedeutung. Es gilt als das Naturschutzgebiet mit der größten Brutvogeldichte in Deutschland.

## Gebietsbeschreibung
Die Unterschutzstellung erfolgte mit Verordnung vom 8. Mai 1964. Das Naturschutzgebiet umfasst einen rund 220 Meter langen und sich bis knapp 60 Meter über den Meeresspiegel erhebenden Klippenabschnitt. Die steilen Felsen, geologisch dem Buntsandstein entstammend, sind in diesem Bereich teilweise tief eingeschnitten. Ihre Form entspricht der Kliffküste, einer der Erosion unterliegenden Steilküste mit Vorsprüngen und dazwischenliegenden Buchten. Am Fuß der Klippen verläuft seit dem 20. Jahrhundert eine Schutzmauer (vgl. Preußenmauer).
Seeseitig grenzt das Naturschutzgebiet direkt an das NSG Helgoländer Felssockel. Landseitig benachbart ist der Pinneberg, die höchste Erhebung Helgolands. Die Lange Anna, ein freistehender Brandungspfeiler und Wahrzeichen der Insel, ist nur rund 200 Meter entfernt.
Das Naturschutzgebiet liegt innerhalb von zwei deutlich größeren Schutzgebieten: Der Bereich ist Teil des FFH-Gebiets DE-1813-391 Helgoland mit Helgoländer Felssockel und des EU-Vogelschutzgebiets DE-1813-491 Seevogelschutzgebiet Helgoland. Dadurch gehören die Lummenfelsen zum europäischen Schutzgebietsnetz Natura 2000.

## Flora und Fauna
An den Klippen, insbesondere an den für Schafe unzugänglichen Bereichen, wächst u. a. die in Deutschland sonst nicht vorkommende Wildform des Gemüsekohls, die auf der Insel Klippenkohl genannt wird.
Die Helgoländer Klippen sind der einzige deutsche Brutplatz für den Basstölpel, die Dreizehenmöwe, den Eissturmvogel, den Tordalk und die Trottellumme. Die meisten Brutplätze befinden sich im Lummenfelsenbereich, aber auch benachbarte Felsen, zum Beispiel die Lange Anna, werden als Brutfelsen genutzt.
Mit jeweils mehreren tausend Brutpaaren am häufigsten vertreten sind am Lummenfelsen die Dreizehenmöwe (1993 etwa 4800 und 2009 fast 7100 Brutpaare) und die Trottellumme (1993 etwa 2500 und 2009 rund 2250 Brutpaare).
Der Basstölpel brütet seit 1991 auf dem Lummenfelsen; seither ist eine starke Bestandszunahme zu verzeichnen (2009 rund 420 Brutpaare).
Eissturmvogel-Bruten wurden erstmals 1972 auf Helgoland beobachtet (2009 rund 110 Brutpaare). Der Tordalk ist nur in geringer Zahl vertreten (1993 acht und 2009 16 Brutpaare).

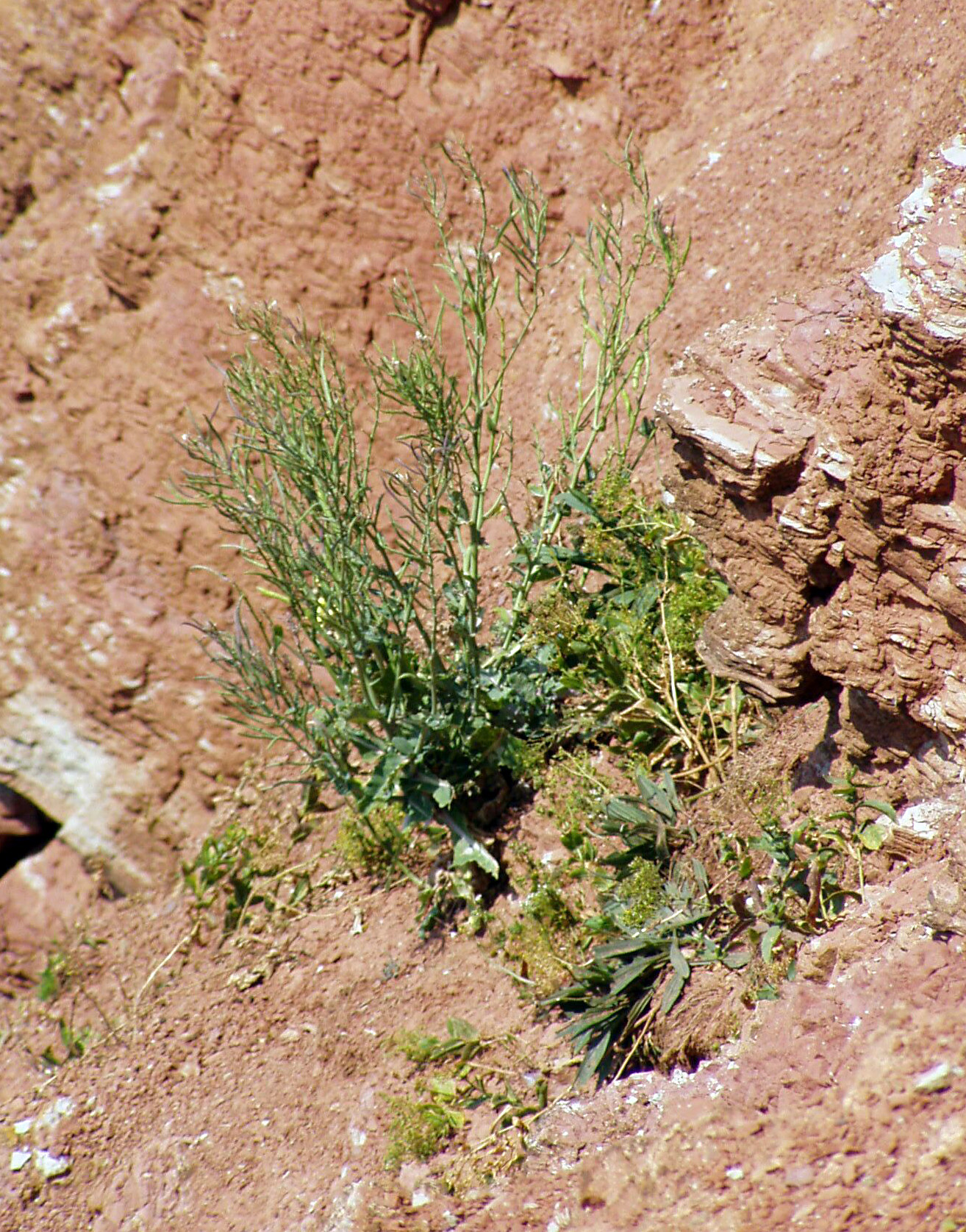
Klippenkohl am Helgoländer Felsen
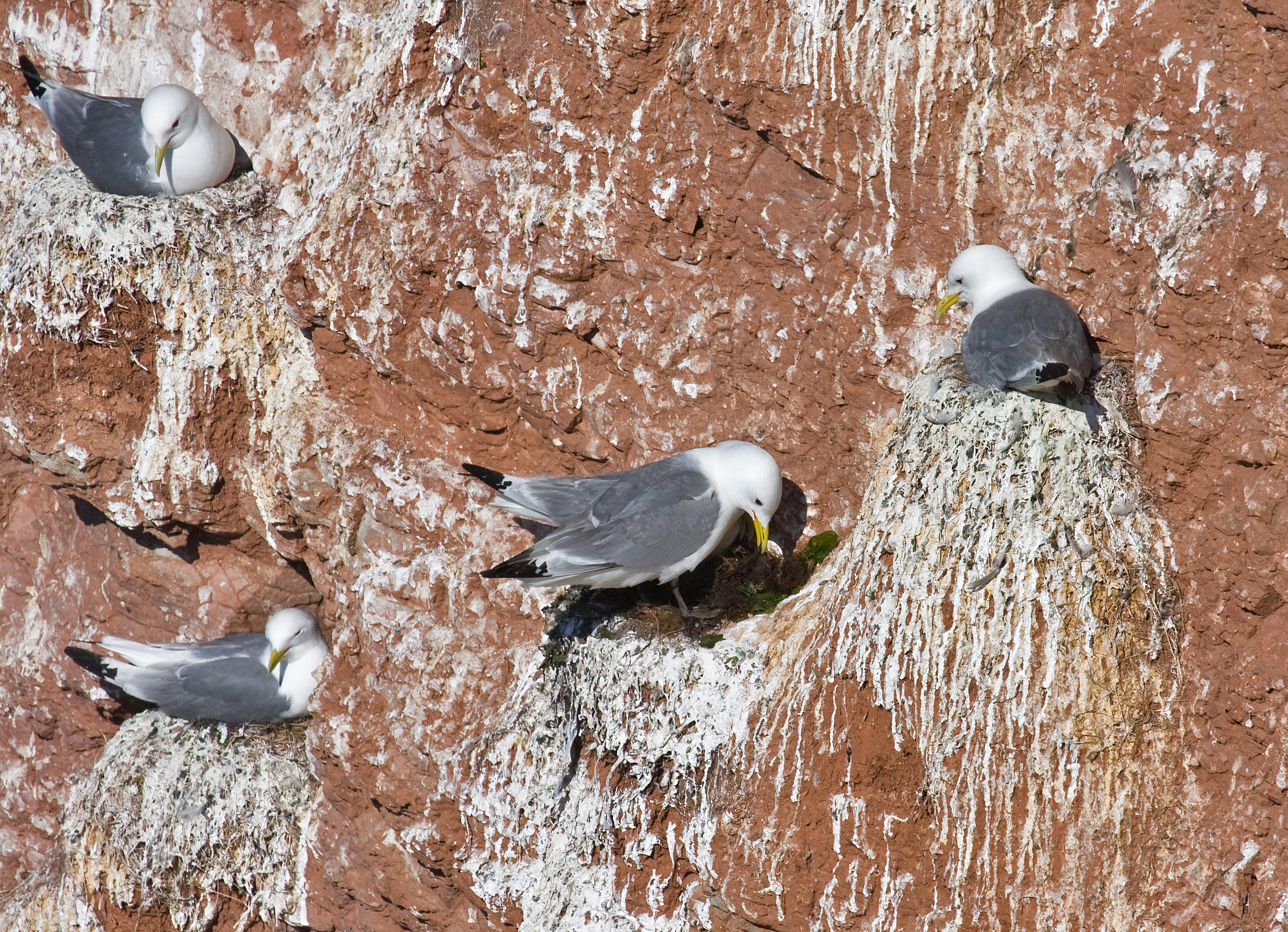
Dreizehenmöwe (Rissa tridactyla)
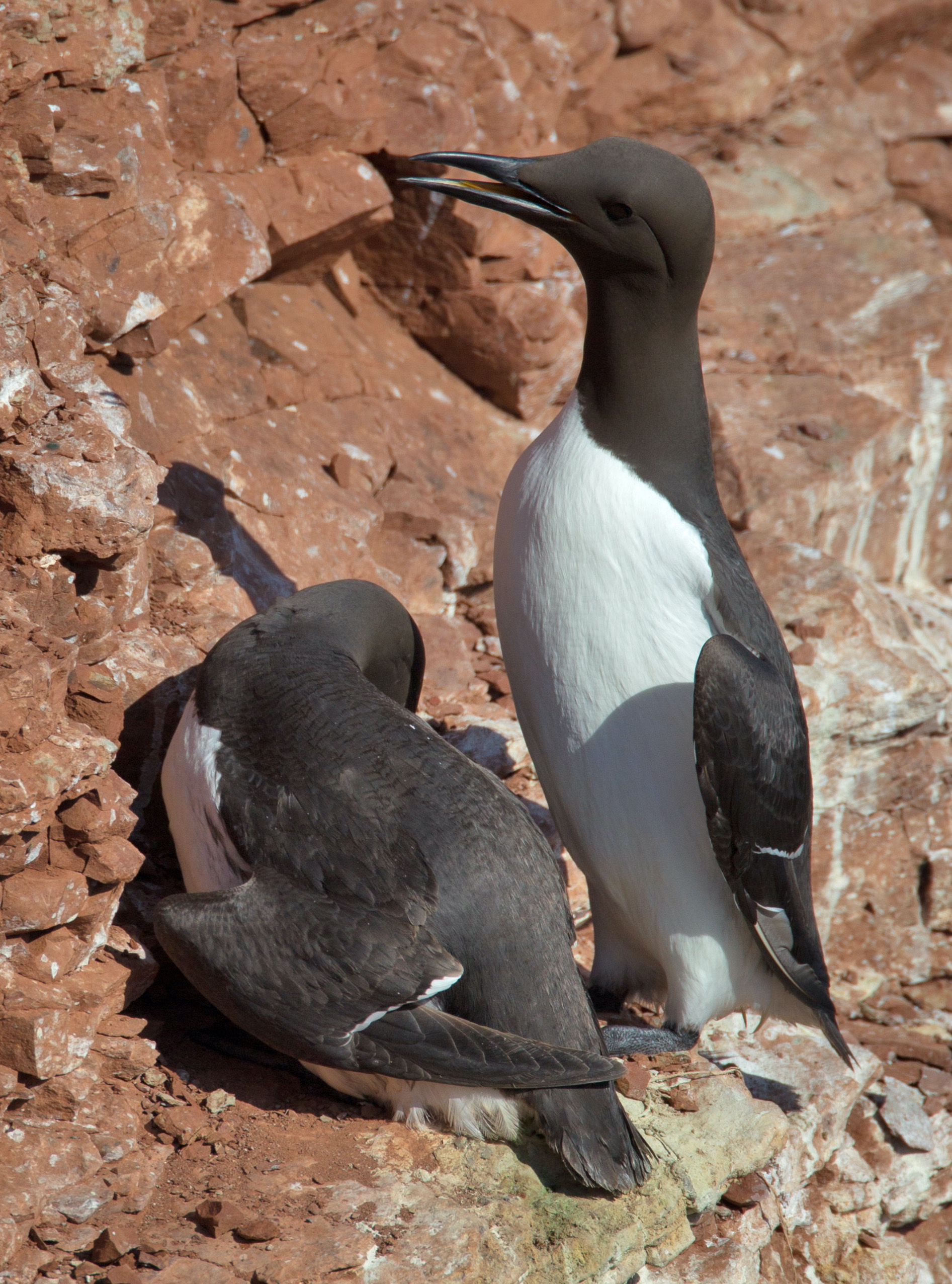
Trottellumme (Uria aalge)
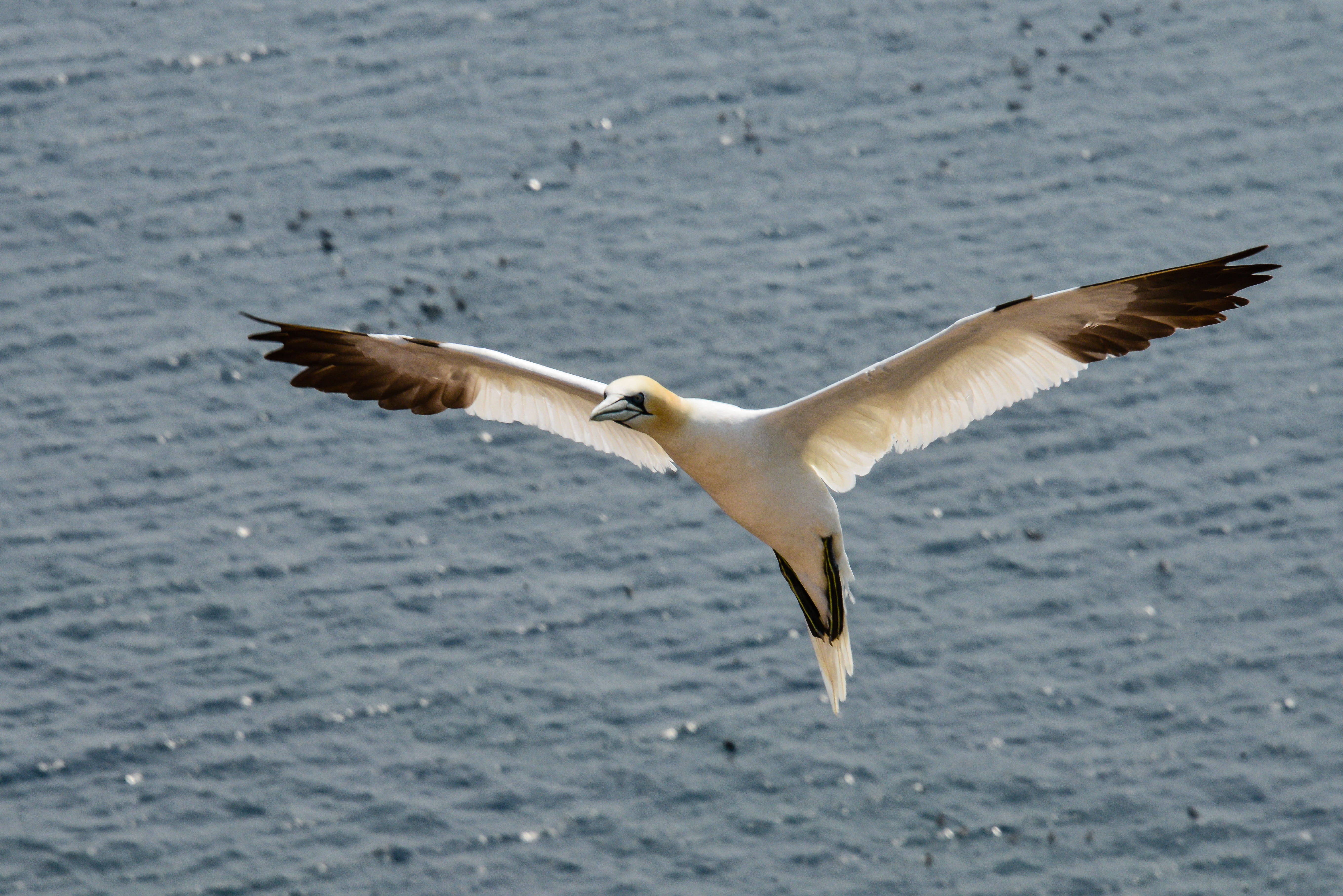
Basstölpel (Morus bassanus)
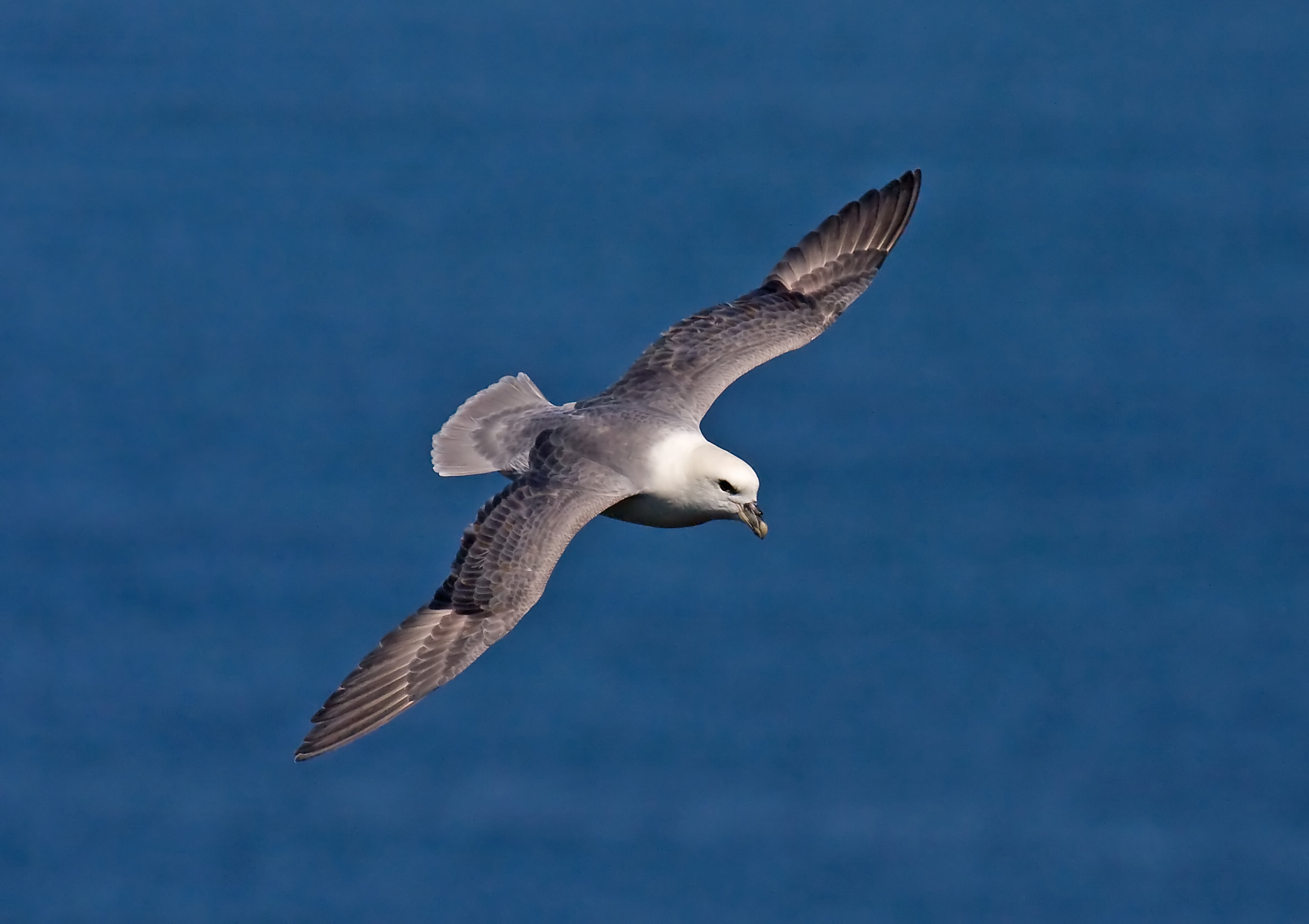
Eissturmvogel (Fulmarus glacialis)
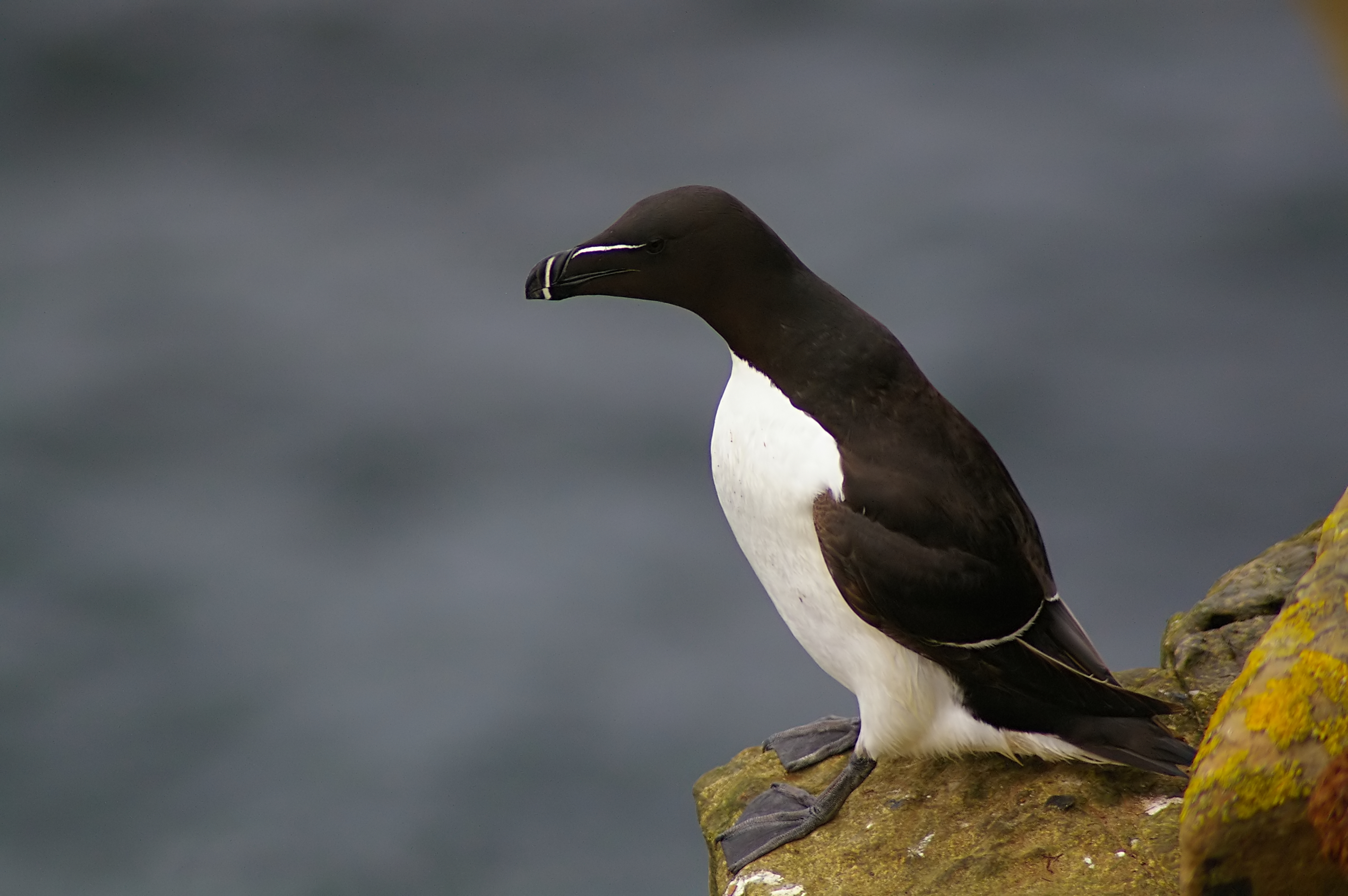
Tordalk (Alca torda)
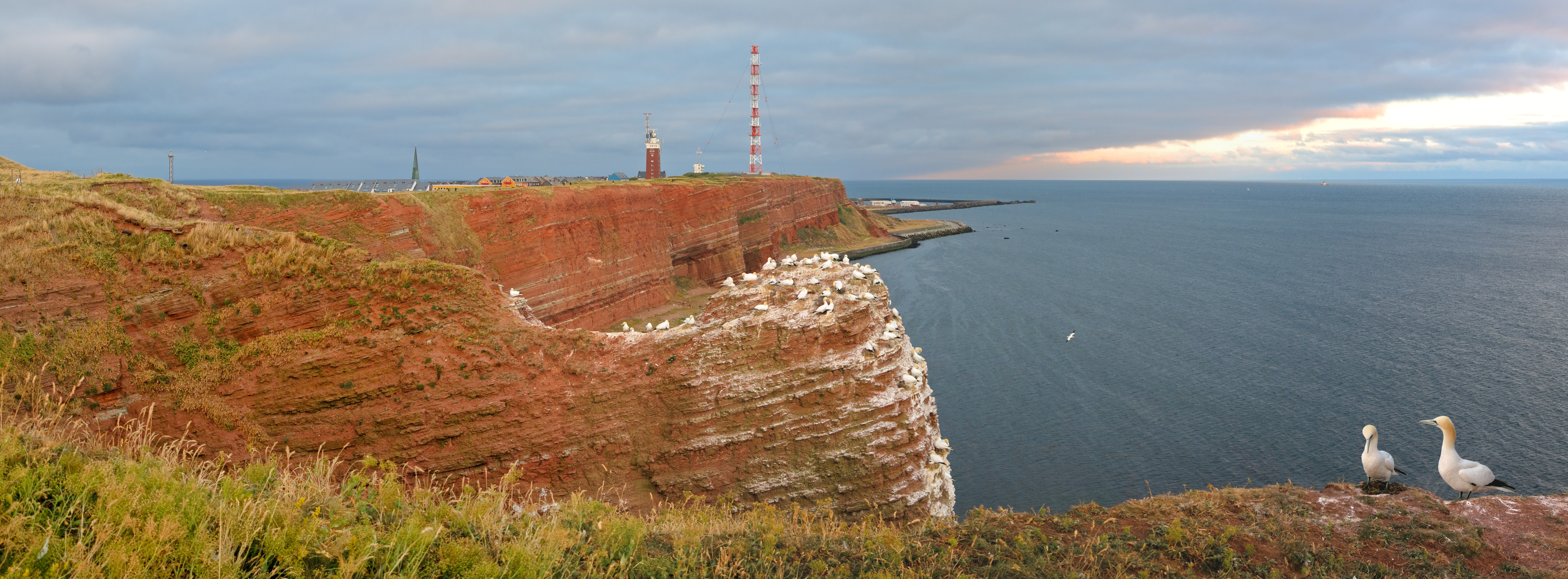
Basstölpelkolonie auf Bread Hörn und Seliger Hörn

## Naturschutz
Die Lummenfelsen werden seit 1980 oder 1983 vorwiegend ehrenamtlich vom Verein Jordsand betreut. Der Verein beobachtet die Tier- und Pflanzenbestände im Naturschutzgebiet, bietet in einer der Hummerbuden Informationen an und veranstaltet regelmäßig Besucherführungen. Weitere natur- und vogelkundliche sowie naturwissenschaftliche Organisationen u. a. die Vogelwarte Helgoland, sind ebenfalls im Gebiet aktiv.

## Tourismus
Das Naturschutzgebiet ist über den Klippenrandweg auf dem Helgoländer Oberland erschlossen. Auf den vorspringenden Felsen sind, ebenso wie in der Umgebung, mehrere Aussichtspunkte vorhanden.
Der Weg und das Felswatt am Fuß der Klippen sind für die Öffentlichkeit gesperrt. Seeseitige Blicke zum Naturschutzgebiet sind jedoch im Rahmen von Bootsausflügen möglich.